# Jiménez (Lara)
Jiménez is een gemeente in de Venezolaanse staat Lara. De gemeente telt 110.000 inwoners. De hoofdplaats is Quibor.